# Рамзес VII
Рамзес VII (пуним именом Усерматре Меријамун Сетепенре Рамзес VII) био је шести по реду фараон Двадесете династије Древног Египта. Владао је од 1136. п. н. е. до 1129. п. н. е. и био је син фараона Рамзеса VI.

## Смрт и покоп
Умро је 1129. п. н. е.. Сахрањен је у Долини краљева у гробници KV1. 
Његова мумија је нестала и није никад пронађена.